# 韓国国民党

韓国国民党のロゴ

韓国国民党の党旗

韓国国民党（かんこくこくみんとう）は、韓国の第五共和国時代の保守政党で、第三共和国・第四共和国時代の与党である民主共和党（共和党）及び維新政友会所属の国会議員の一部によって結成された。略称は国民党。

## 経緯
1980年11月25日、旧・共和党と維新政友会国会議員18名による（仮称）「韓国国民党」結成決議を行い金鍾哲旧共和党党務委員を創党準備委員長に選出した。同年12月17日に創党準備会、81年1月27日に結成大会を開催、党総裁及び第12大統領選挙候補に金鍾哲創党準備委員長を推薦した。同年3月24日の第11代総選挙で民主正義党（151議席）、民主韓国党（81議席）に次ぐ、25議席を確保し、第3党となった。国民党はその結成発起趣旨文で「極限的な対立論理と政治不在の惰性を共に排撃し、・・（中略）・・健全な政策政党としての任務を尽くそうとする」と自らの役割を示したが、実際には「体制圏」（韓国の議会権限の枠内）野党としての活動に留まった。1985年の第12代総選挙では辛うじて院内交渉団体を構成できる20議席を獲得したが、1987年10月、旧共和党総裁の金鍾泌が政界復帰し新党（新民主共和党）を創党すると議員6名を含む党員34名が離党、その後も議員の離党が相次いだ。
翌88年4月の総選挙では得票は1％にも満たず、当選者もいなかったため、直後に政党法の規定により解党された。

## 党勢推移
| 年月日        | 代               | 候補者 | 得票率 |
| ------------- | ---------------- | ------ | ------ |
| 1981年2月25日 | 第12代大統領選挙 | 金鍾哲 | 1.6    |

得票率は、大統領選挙人団による投票結果によるものである。
| 年月日        | 代           | 議席数 （地域区＋全国区） | 得票率 |
| ------------- | ------------ | ------------------------- | ------ |
| 1981年3月25日 | 第11代総選挙 | 25＝（18＋7）             | 13.3   |
| 1985年2月12日 | 第12代総選挙 | 20＝（15＋5）             | 9.2    |
| 1988年4月26日 | 第13代総選挙 | 0＝（0＋0）               | 0.3    |